# برایان وولپنهاین
برایان وولپنهاین (انگلیسی: Bryan Volpenhein؛ زادهٔ ۱۸ اوت ۱۹۷۶) قایقران روئینگ اهل ایالات متحده آمریکا بود.